# Dysdera atlantea
Dysdera atlantea là một loài nhện trong họ Dysderidae.
Loài này thuộc chi Dysdera. Dysdera atlantea được J. Denis miêu tả năm 1954.